# Grävsbuan
Grävsbuan este o arie protejată (arie specială de conservare — SAC, sit de importanță comunitară — SCI) din Suedia întinsă pe o suprafață de 19,4 ha, integral pe uscat.

## Localizare
Centrul sitului Grävsbuan este situat la coordonatele 60°37′32″N 15°06′49″E / 60.6255°N 15.1136°E.

## Înființare
Situl Grävsbuan a fost declarat sit de importanță comunitară în iunie 1996 pentru a proteja un număr necunoscut de specii din flora spontană și fauna sălbatică aflate în arealul zonei. Situl a fost protejat și ca arie specială de conservare în martie 2011.

## Biodiversitate
Situată în ecoregiunea boreală, aria protejată conține 4 habitate naturale: Mlaștini împădurite, Pante stâncoase silicioase cu vegetație casmofită, Taiga vestică, Cursuri de apă de la nivel de câmpie la nivel montan, cu vegetație Ranunculion fluitantis și Callitricho-Batrachion.
La baza desemnării sitului se află un număr nedeclarat de specii protejate.